# Förproduktion
Förproduktion (engelska: pre-production) eller förarbete är den första delen av bland annat filmproduktion och TV-produktion. Den omfattar bland annat casting, manusförfattande och lokalbokning.
Förproduktionen följs av inspelning.